# Makemie Park (Virginia)
Makemie Park è un census-designated place (CDP) degli Stati Uniti d'America, situato nello stato della Virginia, nella contea di Accomack. Secondo il censimento del 2020 gli abitanti di Makemie Park ammontavano a 138.